# Gnomidolon basicoeruleum
Gnomidolon basicoeruleum es una especie de escarabajo longicornio del género Gnomidolon, categorizada en la tribu Hexoplonini, de la subfamilia Cerambycinae. Fue descrita por Martins en 1962.

## Descripción
Mide 11,5-12,5 mm de longitud.

## Distribución
Se distribuye por Costa Rica, El Salvador, Guatemala y México.